# Merdingen

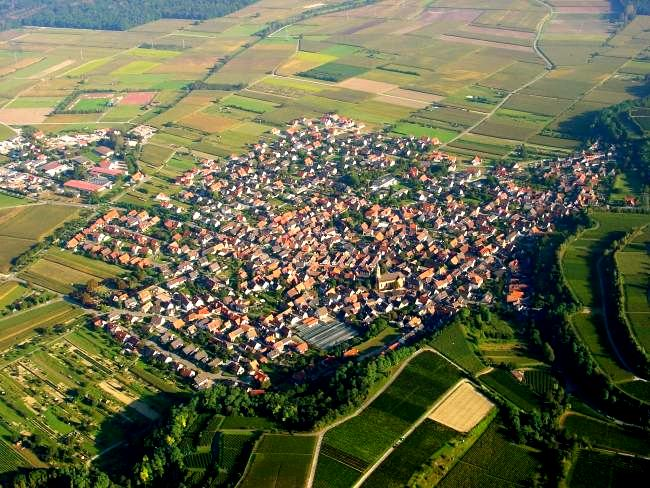
Widok z lotu ptaka

Merdingen – miejscowość i gmina w Niemczech, w kraju związkowym Badenia-Wirtembergia, w rejencji Fryburg, w regionie Südlicher Oberrhein, w powiecie Breisgau-Hochschwarzwald, wchodzi w skład wspólnoty administracyjnej Breisach am Rhein. Leży ok. 12 km na północny zachód od centrum Fryburga Bryzgowijskiego.